# Schweinepfeffer

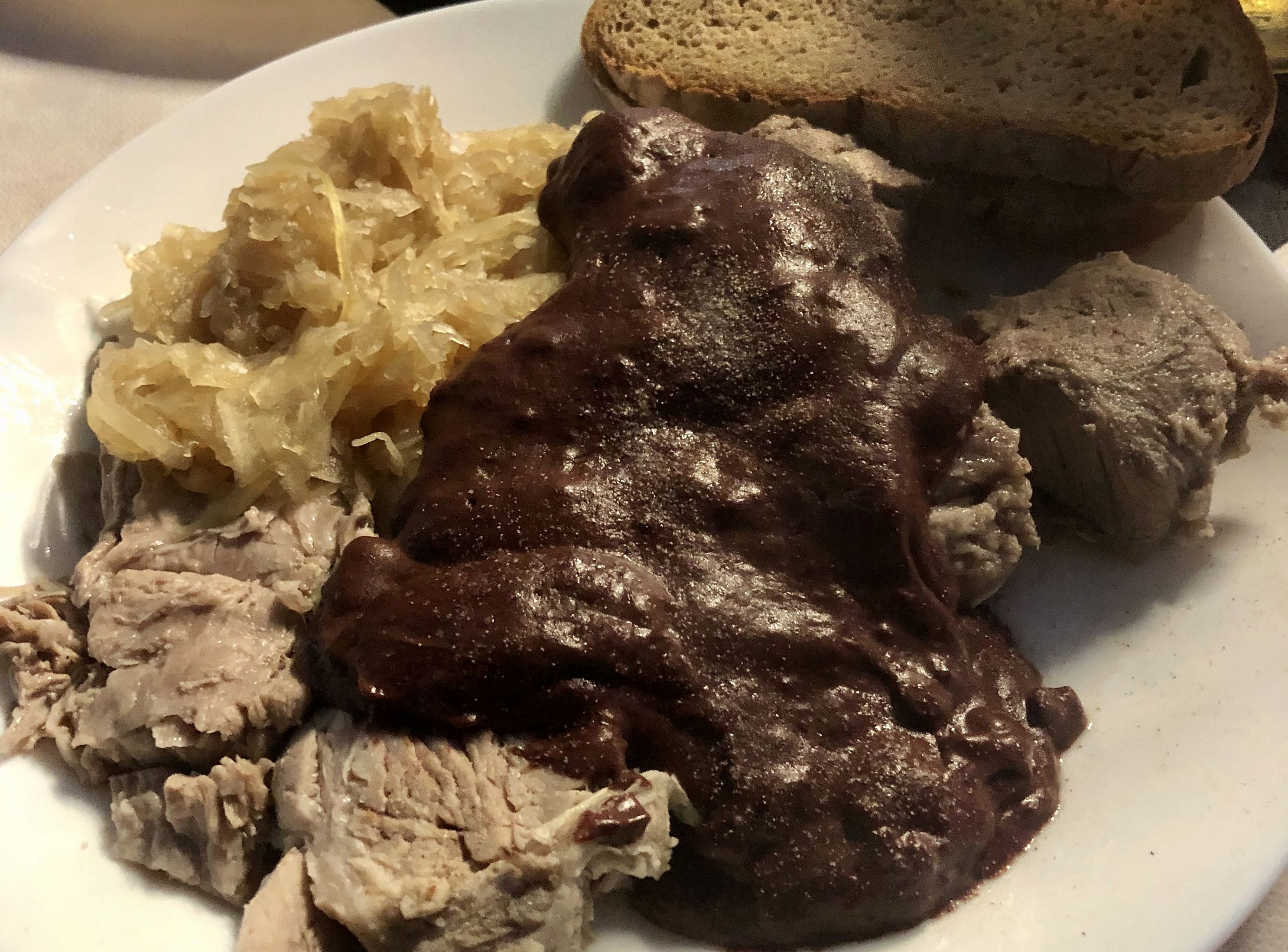
Schweinepfeffer mit Kesselfleisch und Sauerkraut

Schweinepfeffer (auch Schweinspfeffer) ist ein kräftig gewürztes Schmorgericht aus mariniertem Schweinefleisch, dessen Sauce traditionell mit Schweineblut gebunden wird. Es ist mindestens seit dem 19. Jahrhundert in der Schweizer Küche, der Pfälzer Küche und Rheinhessen bekannt.
Zur Zubereitung wird zuerst Fleisch vom Schweinenacken oder der Schweineschulter grob gewürfelt oder in Scheiben in eine Marinade aus Essig oder Wein, Öl, Zwiebeln und verschiedenen Gewürzen wie Nelke, Pfeffer und Lorbeer eingelegt. Anschließend wird es mit Rotwein gargeschmort und die Sauce mit Schweineblut gebunden. Je nach Rezept können die Zutaten variieren, so kann das Blut durch braun geröstetes Mehl oder auch durch geriebene Bitterschokolade ersetzt sein. Serviert wird Schweinepfeffer meist mit Klößen und Rotkohl.
Verwandte Gerichte sind Hasenpfeffer, Rehpfeffer und Gänsepfeffer.